# Vîtkiv, Hoșcea
Vîtkiv (în ucraineană Витків) este un sat în comuna Krasnosillea din raionul Hoșcea, regiunea Rivne, Ucraina.

## Demografie
Componența lingvistică a localității Vîtkiv
     Ucraineană (99,71%)
     Alte limbi (0,29%)
Conform recensământului din 2001, majoritatea populației localității Vîtkiv era vorbitoare de ucraineană (99,71%), existând în minoritate și vorbitori de alte limbi.